# منفی (کومونه)
منفی (به ایتالیایی: Menfi) یک کومونه در ایتالیا است که در استان آگریجنتو واقع شده‌است.

## خصوصیات
منفی ۱۱۳٫۲ کیلومترمربع مساحت و ۱۲٬۸۰۸ نفر جمعیت دارد و ۱۰۹ متر بالاتر از سطح دریا واقع شده‌است.

## خواهرخوانده
شهرهای کانلی، چیویلکوی، اتلینگن و مراکش خواهرخوانده‌های منفی (کومونه) هستند.